# Svavelparakit
Svavelparakit (Aratinga maculata) är en fågel i familjen västpapegojor inom ordningen papegojfåglar.

## Utbredning och systematik
Fågeln återfinns i Brasilien (norra sidan av nedre Amazonfloden i Pará). Den behandlas som monotypisk, det vill säga att den inte delas in i några underarter.

## Status
Arten har ett begränsat utbredningsområde, men beståndet tros öka i antal. IUCN kategoriserar arten som livskraftig.